# Winzent Hadleuski

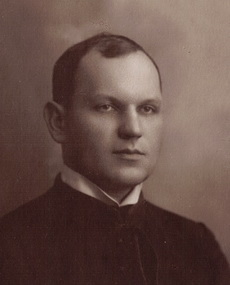
Winzent Hadleuski

Winzent „Winzuk“ Hadleuski (belarussisch Вінцэнт/Вінцук Гадлеўскі, Vincent Hadleŭski; * 16. November 1888 in Porazawa bei Waukawysk, Gouvernement Grodno, Russisches Kaiserreich, heute in Belarus; † 24. Dezember 1942 im Vernichtungslager Maly Trostinez) war ein belarussischer katholischer Priester und nationalistischer Politiker.

## Leben

### Frühe Jahre
Hadleuski wurde am 16. November 1888 im Dorf Porazawa als Sohn eines Bauern geboren. Von 1908 bis 1911 besuchte er ein römisch-katholisches Priesterseminar in Vilnius. 1912 besuchte er die römisch-katholische theologische Akademie in St. Petersburg, wo er einen Magistergrad in Theologie erhielt. 1914 wurde er zum Priester geweiht. Nach seinem Studium diente er als Kurat in einer Pfarrerei in Minsk.

### Aktivitäten als Politiker und Priester
Während des Russischen Bürgerkrieges 1917 begann er, sich in der belarussischen Nationalbewegung zu organisieren. Er nahm im März 1917 am Ersten Weißrussischen Volkskongress teil und war einer der Mitgründer der Belarussischen Christdemokraten (BChD). Hadleuski initiierte den Kongress der Belarussischen Priester im Mai 1917. Ebenso nahm er an der Gründung der Weißrussischen Volksrepublik teil, deren Rada er angehörte, die jedoch nach wenigen Monaten aufgelöst und zwischen der Sowjetunion und Polen aufgeteilt wurde. 1918 war er Herausgeber der Zeitung Krynica („Die Quelle“), für die er unter dem Pseudonym W. Skalimanouski auch Artikel schrieb. Auch setzte er sich für die Gründung eines eigenen katholischen Priesterseminars für Belarus in Minsk bzw. Njaswisch ein, an dem er anschließend lehrte und dessen Rektor er ab 1924 war. Das Seminar wurde 1925 nach Vilnius (gehörte damals zu Polen) verlegt.

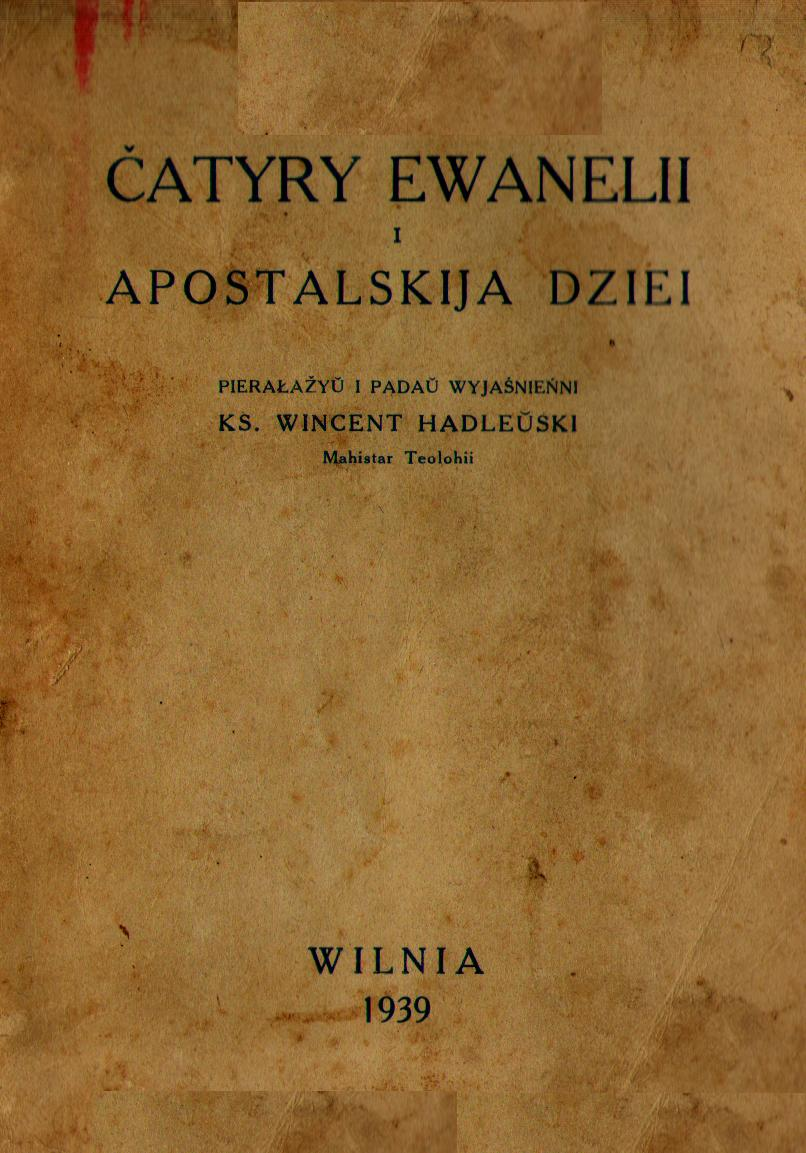
Deckblatt der Vier Evangelien, übersetzt von Winzent Hadleuski

Politisch kann Hadleuski dem rechten Flügel der belarussischen Nationalbewegung zugerechnet werden. Wegen seiner nationalistischen Aktivität wurde er von den polnischen Behörden mehrmals verhaftet und verurteilt. Von 1927 bis 1929 saß er in Warschau im Gefängnis. Anschließend kehrte er nach Vilnius zurück, wo er zu den Mitbegründern des belarussischen katholischen Verlagshauses gehörte. Er arbeitete an der Übersetzung des Neuen Testaments ins Belarussische, die 1939 veröffentlicht wurde. 1936 trat er aus der BChD aus und gab bis 1939 die Zeitung Biełaruski Front („Belaussische Front“) heraus, die politisch als Vorläufer der späteren Unabhängigen Partei gelten kann. Darin analysierte Hadleuski die internationale Situation in Europa und kündigte einen bevorstehenden Krieg an. Daher forderte er die belarussische Elite dazu auf die erwarteten Veränderungen auszunutzen, um das Land zu einigen und einigen unabhängigen Staat auszurufen.

### Zweiter Weltkrieg
Nach dem Einmarsch der Roten Armee in Ostpolen und der Angliederung dieser Gebiete an die Sowjetunion floh Hadleuski 1939 ins litauische Kaunas und – nachdem auch dieses von der Sowjetunion besetzt worden war – nach Warschau. Dort organisierte er die halblegale Belarussische Nationale Front. Als er vom bevorstehenden deutschen Überfall auf die Sowjetunion erfuhr, versammelte er im Juni 1941 im Weißrussischen Nationalen Zentrum in Berlin verschiedene emigrierte Führungskräfte, die Funktionen in einer künftigen belarussischen Zivilregierung übernehmen sollten.  Von der Zusammenarbeit mit den Nationalsozialisten erhoffte er sich weitgehende Autonomie für Belarus, wenn nicht gar die Gründung eines eigenen Nationalstaates.
Im September desselben Jahres kehrte er in das nun von den Deutschen besetzte Minsk zurück, wo er leitender Schulinspektor des Generalbezirks Weißruthenien wurde und der Hauptrada des Weißruthenischen Selbsthilfewerks angehörte. Er gründete unter Duldung der deutschen Besatzer die Belarussische Unabhängige Partei und war zusammen mit Usewalad Rodska und Michal Wituschka eines ihrer Führungsmitglieder. Seine Erwartungen an die Deutschen wurden jedoch enttäuscht und er schloss sich dem Widerstand an, indem er die im Untergrund operierende Belarussische Zentrale Front organisierte. Aufgrund seiner Beziehungen zu nationalistischen Dissidenten und zum Vatikan schöpften die Besatzer Misstrauen. Am Heiligabend 1942 wurde Hadleuski von der Gestapo verhaftet und noch am selben Tag im Vernichtungslager Maly Trostinez erschossen.